# Lenka Nová
Lenka Nová (* 19. září 1974 Brno) je česká zpěvačka, herečka a autorka.

## Hudební kariéra
- 2021 – klipy k písním z alba Dopisy – Pro Boha (režie: Lenka Nová), Spolu (režie: Marek Myšička), Do písku (režie: Tomáš Beran) – v hlavní roli Ladislav Frej
- 25.10.2020 – premiéra klipu k písni Z cest (režie: Hanah Saleh) z alba Dopisy
- 21.3.2020 – Vydává své čtvrté sólové album Dopisy, kde se poprvé výrazně prosazuje také autorsky. Výslednou podobu silného alba pak předurčil tým špičkových hudebníků a textařů pod producentským vedením kytaristy Josefa Štěpánka a mistra zvuku Michala Pekárka
- 2020 – Účinkuje v koncertním turné Petr Hapka a jeho potměšilí hosté společně s Petra Hřebíčková, Jan Sklenář, Jana Lota, Jan Maxián a kapelou Petr Malásek
- 2.11.2019 – První singl Adresa: Nebe z připravovaného sólového alba Dopisy
- 2019 – zúčastnila se znovuotevření školy ve Shree Ma Vi v Nepál, která byla postavena z peněz českých dárců
- 2019 – pokračování VE DVOU TOUR – společné turné s Petr Malásek
- 2018–2019 – lektorkou programu Nadace Magdalena Kožená – MENArt pro děti ze ZUŠ. Celoroční program a práce s dětmi, završená vystoupením na Pražském jaru a Smetanova Litomyšl.
- 2018 – stala se ambasadorkou Nadace Happy Hearts Czech, která je zaměřená na obnovu škol v místech zasažených živelnými katastrofami
- 2018 – natáčení dvou živých klipů s Petr Malásek – Už se kácí v našem lese, Postrádám.
- 2018 – VE DVOU TOUR – společné turné s Petrem Maláskem po 25 městech ČR.
- 2017 – Pokračování úspěšného turné Mezi námi s Michal Horáček, Ondřej Ruml a František Segrado
- 2017 – nominace v Cena Anděl na zpěvačku roku za album Čtyřicítka
- 2017 – natáčení klipu Z deště pod okap – Režie: Dan Růžička. Hráli: Milan Šteindler, Josef Polášek, Leoš Noha, Filip Rajmont, Jiří Vyorálek, Jakub Štáfek, Jakub Žáček, nebo komik Lukáš Pavlásek, dále Sandra Nováková, Petra Nesvačilová, Marie Doležalová.
- 2017 – úspěšné Čtyřicítka TOUR 2017 – 21 koncertů, 7 vyprodaných, včetně Divadlo Studio DVA. Lenku doprovodila kapela složená ze špičkových muzikantů – Matej Benko – piano, Lukáš Pelikán – kytary, Jan Tengler – basa, Pavel ¨Bady¨ Zbořil – bicí. Hostem pražského koncertu byla Lenka Dusilová a Eve Quartet.
- 2016 – Vystoupila na koncertě Petře Hapko děkujeme! V pražské 02 areně, společně s Vojtěch Dyk, Ondřej Brzobohatý, Richard Krajčo, Bára Basiková, Ondřej Ruml, František Segrado, Jana Lota, Naďa Válová a Jan Sklenář.
- 28. října 2016 – vystoupila na koncertě na Staroměstském náměstí u příležitosti oslav vzniku republiky, který byl uspořádán, jako výraz nespokojenosti s politikou Hradu a celkovým směřováním politiky předních představitelů této země.
- 2016 – Čtyřicítka – společné album s Michal Horáček. Album Čtyřicítka obsahuje 11 písní, kde všechny texty napsal Michal Horáček. Polovinu z textů zhudebnila Lenka Nová, o tu druhou se postarali skladatelé, vybíraní hlavně z osobností klubové scény: Miroslav Vlasák, Petr Linhart, Jiří Krhút, Jan Steinsdörfer a Andrej Šeban. O aranžmá se zasloužil vynikající kytarista Josef Štěpánek, který si ke spolupráci vybral další mimořádné české instrumentalisty. Zvuk měl v kompetenci Michal Pekárek.
- 2016 – květen – klip k písničce Poslední noc – ve výtvarné koncepci a režii Michaely Hořejší Horáčkové a s kamerou Martin Šácha.
- 2015 – Miláček žen a vetešníků – záznam koncertu z ostravského klubu Heligonka. Přátelé Petr Hapka zpívají jeho písně v Heligonce. Na koncertě vystoupili kromě Lenky Nové, také Jarek Nohavica, Aneta Langerová, Szidi Tobias, Ondřej Ruml, František Segrado,
- 2015 – Vystoupila na koncertě Petře Hapko děkujeme! V pražské 02 areně, společně s Vojtěch Dyk, Lucie Bílá, Jana Kirschner, Aneta Langerová, Ondřej Ruml, František Segrado, Szidi Tobias a Jarek Nohavica.
- 2015 – Společná píseň s Jarek Nohavica – Miláček žen a vetešníků, k poctě Petru Hapkovi
- 2015 – 2016 – Hostem turné Michal Horáček – Na cestě..., které volně navazuje na úspěšné turné Mezi námi. Koncerty jsou tentokrát věnovány zejména tvorbě zesnulého Petr Hapka
- 2015 – Vystoupila na vzpomínkovém koncertě Petře Hapko děkujeme!, v pražském Studio DVA, společně s Michael Kocáb, Szidi Tobias, Ondřej Ruml, Karel Dobrý, František Segrado
- 2013 – Cena Anděl za nejprodávanější desku roku 2013 pro desku Český Kalendář
- 2013 – 2.místo v kategorii Zpěvačka roku v anketě Žebřík 2013
- 2013 – říjen – vychází deska Český kalendář – kde se prosadila nejen jako zpěvačka (Staré rány), ale také jako autorka hudby k textům Michal Horáček – písně Prohořívá a Svatojánská noc.
- 2013 – srpen – jako host vystupuje společně s Ondřejem Rumlem a Františkem Segradem na 70 koncertech turné Michal Horáček – MEZI NÁMI
- 2013 – červen – začíná vystupovat s komorním koncertem „Pohyby ženské duše“ v doprovodu Mateje Benka a Jana Tenglera
- 2013 – účinkuje v divadelním představení Vladimirova děvka ve Švandovo divadlo v režii Dodo Gombár. Podílela se také na hudbě k tomuto představení.
- 2013 – od tohoto roku pravidelně vystupuje na Barování Sandry Novákové a Filipa Rajmonta
- 2013 – květen – klip k písničce Oči po matce v režii Petra Nesvačilová
- 2012 – říjen – Tribute – hostem koncertu ve Státní opera k narozeninám Michala Horáčka – z tohoto koncertu vyšla stejnojmenná deska
- 2012 – začíná opět sólově vystupovat
- 2012 – Singl Plachetnice z desky Psí hodina se objevil v nejvyšší rotaci Radiožurnál
- 1.5.2012 – vyšla druhá sólová deska Psí hodina
- 2012 – Český kalendář – Projekt Michal Horáček prezentovaný 12 představeními během celého roku ve Švandovo divadlo. Režie: Dodo Gombár
- 2011 – CD a DVD s knížkou BIG BANG! LIVE – záznam koncertu k 25. výročí založení kapely Laura a její tygři
- 2010 – nový singl z připravované sólové desky – „Kam si utek?
- 2010 – host Vivaldianno Tour 2010 v pražské Tesla Aréně
- 2010 – nový koncertní ambiciózní projekt skupiny Laura a její tygři – BIG BANG!
- 2009 – 2010 – celorepublikové turné Ohrožený druh – live!
- 2009 – píseň Svatí podél cest na desce Hapka/ Horáček – Kudykam
- 2009 – host Vivaldianno Tour 2009 v pražské Hybernia
- 2009 – host koncertu Královny popu na Karlštějně
- 2008 – hostem na albu Ohrožený druh. Zahájení spolupráce s Michal Horáček. Album získalo ocenění „Album roku“ a „Nejprodávanější album roku“ v Ceny Anděl.
- 2007–2008 – píseň Jak se ten chlap na mě dívá na desce Michal Horáček – Ohrožený druh /nejprodávanější tutul roku 2008, vítěz ceny Anděl za album roku 2008/
- 2007–2008 – vzniká deská – Nejsou malý věci – Laura a její tygři (vyšla 2009)
- 2006 – spolupráce s Michal Dvořák na průvodní písni k seriálu ČT Pandurango
- 2005 – červen – návrat do kapely Laura a její tygři – deska – Jsme tady!
- 2005 – 2007 – kapela Tygr Gang
- 2004 – předkapela skupiny Chinaski na jejich celorepublikovém turné
- 2003 – společný křest desky s Jana Kirschner v Lucernabaru
- 1999 – 2003 – příprava sólového alba Nová deska – vyšlo podzim 2003 – BM – Music/Universal Music – producenti – Michal Dvořák, Jiří Janouch, Milan Cimfe. Autoři hudby – Jiří Janouch, Ivan Tásler, Bradley Stratton, Andrej Šeban, Aleš Zenkl, Autoři textů – Lenka Nová, Martin Mařan, Tomáš Belko
- 1999 – 2006 hostování v divadle Husa na provázku v představení Babička
- 1998 – hlavní ženská role v koncertní muzikálové show MISE – s Daniel Hůlka v hlavní roli
- 1996 – hlavní ženská role v muzikálu Vlasy
- 1995 – 2000 – Laura a její tygři – deska – Vyklátíme modly
- 1993 – 1994 kapela The Street
- 1991 – 1992 kapela Manhattan
- 1990 – kapela GO! S Janem Klukou a Zdeněk Kluka
- 1988 – coby 14letá začíná zpívat v první kapele Hiát
- 1980 – dramaticko-divadelní soubor Pirko

## Diskografie
Sólová alba
- Nová deska (2003)
- Psí hodina (2012)
- Čtyřicítka (2016)
- Dopisy (2020)

Další spolupráce na albech
- Miláček žen a vetešníků – záznam koncertu z ostravského klubu Heligonka. Společně s Jarek Nohavica, Aneta Langerová, Szidi Tobias, Ondřej Ruml, František Segrado (2015)
- Český kalendář – Michal Horáček – Cena Anděl za nejprodávanější album roku (2013)
- Laura a její tygři – CD a DVD s knížkou BIG BANG! LIVE – záznam koncertu k 25. výročí založení kapely Laura a její tygři – (2011)
- Kudykam – Petr Hapka/Michal Horáček – píseň Svatí podél cest (2011)
- Laura a její tygři – Nejsou malý věci – (2009)
- Ohrožený druh – Michal Horáček nejprodávanější titul roku 2008, Cena Anděl za album roku 2008 (2008)
- průvodní píseň k seriálu ČT Pandurango (2006)
- Laura a její tygři – Jsme tady! (2005)
- Chinaski – Premium (2003)
- Polemic – Gangster-ska (2000)
- Ivan Hlas – 1999 (199)
- The Street – Let it out (1998)
- Los Panchos – Řezy (1997)
- Laura a její tygři – DVD – Křižíkova fontána versus Laura a její tygři (1996)
- Laura a její tygři – Vyklátíme modly (1996)
- The Street (1996)
- Priessnitz – Nebel (1996)

## Ocenění
Ocenění /Podílela se na oceněných albech:
- Cena Anděl za rok 2017 – Nominace na zpěvačku roku za album Čtyřicítka
- Cena Anděl za 2013 – Nejprodávanější album roku – Český kalendář
- Cena Žebřík 2013 – Stříbrná zpěvačka roku za album Psí hodina
- Cena Anděl za 2008 – Nejlepší album roku – Ohrožený druh